# Халмухамедов, Абдулла Максумович
Абдулла Максумович Халмухамедов (3 марта 1954 года, Чирчик, Ташкентская область) — советский и узбекистанский военный деятель, генерал-майор, командующий ВВС и ВПВО Узбекистана (2003—2008).

## Военная служба в СССР
- В 1975 году — окончил Сызранское высшее военное авиационное училище лётчиков и начал службу в ЗакВО (Закавказский военный округ) в качестве лётчика.
- С 1976 года — штурманом звена.
- С 1977 года — командир экипажа вертолёта.
- С 1978 года — старший командир вертолёта.
- С 1979 года — командир звена
- С 1981 года — заместитель командира вертолётной эскадрильи.
- С 1982 года — по 1983 год — участник боевых действий в ДРА.
- С 1983 года — командир вертолётной эскадрильи.
- В 1987 году — окончил Военно-Воздушную академию имени Ю. А. Гагарина.
- С 1987 года — заместитель командира 68 отдельного боевого вертолётного полка по лётной подготовке ЗабВО (Забайкальский военный округ) (МНР)
- С 1989 года — заместитель командира 68 отдельного боевого вертолётного полка ЗабВО (Забайкальский военный округ) (МНР)
- С 1990 года — заместитель командира вертолётного полка ДВО (Дальневосточный военный округ)

## Военная служба в Республике Узбекистан
- С 1993 года — командир вертолётной эскадрильи.
- С 1994 года — командир военно-транспортного авиационного полка (Тузель).
- С 1997 года — командир военно-транспортной авиационной базы.
- С 2000 года — начальник отдела лётной подготовки ВВС Республики Узбекистан.
- С 2001 года — инспектор-советник ВПВО и ВВС Республики Узбекистан.
- С 2002 года — заместитель командующего ВПВО и ВВС Республики Узбекистан.
- С 2003 года — командующий ВПВО и ВВС Республики Узбекистан.
- С 2008 года — начальник управления безопасности полётов МО Республики Узбекистан.
- С 2009 года — в отставке.

## Квалификация
- Военный лётчик 3-го класса (1976)
- Военный лётчик 2-го класса (1978)
- Военный лётчик 1-го класса (1979)
- Военный лётчик-снайпер (2000)
- Типы освоенных летательных аппаратов
  - Вертолёты Ми-2, Ми-8, Ми-6, Ми-24
  - Самолёты Ан-12, Ил-76 (в качестве второго пилота)
- Достигнутый уровень подготовки в пилотировании вертолёта над лесисто-болотистой, пустынной, горной, горно-лесистой местностью, над водой и в высокогорной местности с посадкой на площадку ограниченных размеров с высотой над уровнем моря до 4000 метров.
- Подготовлен к поиску и спасению и эвакуации терпящих бедствие на водной и земной поверхности.

## Участие в боевых действиях
- 418 боевых вылетов в период (1982—1983) Афганская война (1979—1989)

## Участие в спасательных операциях
- Неоднократное участие в качестве пилота в спасении и эвакуации терпящих бедствие.

## Награды
- Орден «Шон-Шараф»[2] II степени[3]
- Орден Красной Звезды
- Орден «За службу Родине в Вооружённых Силах СССР» III степени
- Медаль «За отличие в воинской службе» I степени
- Медаль «60 лет Вооружённых Сил СССР»
- Медаль «70 лет Вооружённых Сил СССР»
- Медаль «За безупречную службу» I степени
- Медаль «За безупречную службу» II степени
- Медаль «За безупречную службу» III степени
- Медаль «От благодарного афганского народа»
- Почётная грамота Президиума Верховного Совета СССР «Воину-интернационалисту»
- Медаль «Дайчин Нєхєрлєл — Боевое Содружество» МНР
- Медаль «БХЯ ХУНДЭТ ТЭМДЭГ» МНР
- Медаль «10 лет Вооружённым Силам Республики Узбекистан»
- Медаль «15 лет Вооружённым Силам Республики Узбекистан»
- Медаль «15 лет Независимости Республики Узбекистан»
- Медаль Маршала И.Х. Баграмяна
- Медаль «300 лет Балтийскому флоту»
- Грамота «За активную работу по созданию и развитию объединенной системы противовоздушной обороны государств-участников СНГ»